# North Arm
North Arm ist eine Siedlung auf der Lafonia - Halbinsel auf Ostfalkland in den Falklandinseln. Es liegt an der Südostküste von Ostfalkland und am Ufer des Bay of Harbours (Bucht).
Die Hauptstadt Stanley ist 140 km entfernt, die nächstgelegenen Siedlungen sind Goose Green und Walker Creek im Norden von Lafonia. Bis 1991 gehörte North Arm der Falkland Islands Company Ltd., bevor diese es an die Regierung (Falkland Islands Land Holdings verkaufte).

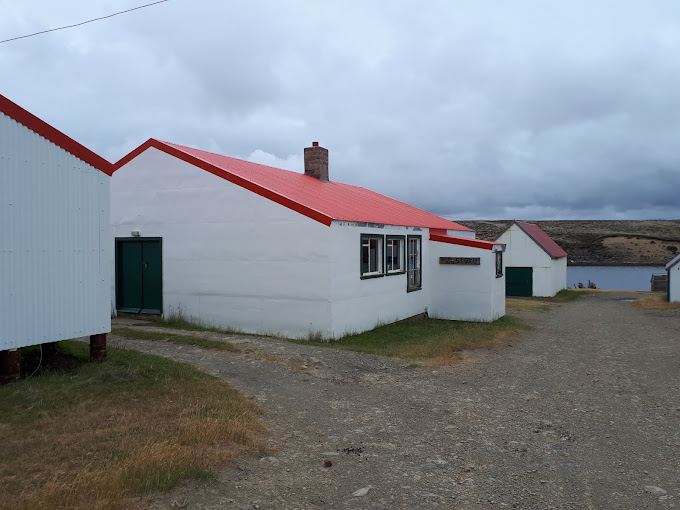
North Arm Store von außen

Es ist eine weiterhin bestehende große Siedlung mit Bauernhof (115.388 ha) und einer menschlichen Bevölkerung von 25 Menschen (Darunter 10 Farm - Beschäftigte), 48.800 Schafen und 395 Rindern (Stand 2018). Weiterhin gibt es eine Schule, ein Museum und ein Gemeindezentrum.
Die zuvor erwähnte Falklands Landholdings Cooperation (FLH) wurde 1991 gegründet, da die Falkland Islands Company (FIC), ihre Ländereien an die Regierung verkaufte. Dazu gehören die Farmen: North Arm, Fitzroy und Goose Green. Der Vorstand der Falkland Islands Landholdings Cooperation besteht aus 7 Mitgliedern, die jedes viertel Jahr zusammentreten um unter anderem über die Wertschöpfung und den Umweltschutz sich auszutauschen.
North Arm ist zudem Heimat einer großen Eselspinguinkolonie und im Sommer ein beliebtes Ausflugsziel für kleinere Kreuzfahrtschiffe.
Die Siedlung ist ebenfalls bekannt durch das unerklärte Verschwinden des Royal Marine Alan Addis im August 1980.